# Stemma dell'Islanda
Lo stemma dell'Islanda (in islandese Skjaldarmerki Íslands) è lo stemma ufficiale della Repubblica islandese. È costituito da una croce d'argento su uno scudo blu cielo, con una croce rossa all'interno di quella argentata.
I sostegni dello scudo sono i quattro protettori del Paese (landvættir) in piedi su un blocco di lava basaltica. Il toro (Griðungur) è il protettore della parte sudoccidentale dell'Islanda, l'aquila/il grifone (Gammur) protegge la parte nordoccidentale del Paese, il drago (Dreki) quella nordorientale e il gigante di roccia (Bergrisi) quella sudorientale. Grande rispetto è stato dato a questi protettori nel corso della storia, tanto che in epoca vichinga per legge nessuna nave poteva esporre avvicinandosi alle coste simboli caricaturali (spesso teste di drago) che li potessero innervosire.
I landvættir decorano anche il diritto delle monete della corona islandese, il cui rovescio ritrae animali dell'oceano (pesci, granchi e delfini). La presidenza della Repubblica islandese usa come simbolo una bandiera islandese caricata dallo stemma nazionale. La polizia islandese usa, invece, una bandiera bianca caricata dallo stemma, così come altri servizi di Stato.

## Storia
L'Islanda ha avuto numerosi stemmi nel corso della sua storia. Il primo è considerato uno scudo con sei bande orizzontali azzurre e sei argentate, forse a simboleggiare i dodici þing del Commonwealth islandese; il secondo si crede sia quello concesso al conte Gissur Þorvaldsson dal re Hákon Hákonarson di Norvegia nel 1258, che si rifaceva allo stemma norvegese con i colori scambiati tra scudo e il leone e aggiungendo le bande azzurre e argentate dello stemma precedente.
Dopo il 1500 divenne stemma del paese uno stoccafisso coronato su campo rosso, noto come Þorskmerkið (i marchi di merluzzo), con il merluzzo occasionalmente dipinto in forma fresca.
Questo stemma venne usato anche nello stemma completo della dinastia danese, sia in Danimarca che in Grecia (dove regnò fino al 1962).
Il 3 ottobre 1903 lo stemma islandese fu cambiato e fu adottato un falco bianco su campo blu, che rimase in uso fino alla prima versione dello stemma con il landvættir, come stemma ufficiale del Regno d'Islanda, dal 12 febbraio 1919. Il falco rimase nello stemma reale danese per tutto il regno di Cristiano X, fino al 1948, sebbene l'Islanda fosse divenuta una repubblica nel 1944.